# Flotilla de Aeronaves
Flotilla de Aeronaves (FLOAN) (česky Letecká flotila či Flotila letadel) je letecká složka Španělského námořnictva založená roku 1954. Jejím úkolem je poskytnutí vzdušné ochrany a podpory operacím španělského loďstva a námořní pěchoty. 
Tvořena je jedenácti letkami (španělsky Escuadrilla de Aeronaves), z nichž sedm je v současnosti aktivních a čtyři deaktivované, vybavenými různými typy letounů a vrtulníků.
Její 9. letka (9.a Escuadrilla de Aeronaves) je vybavena víceúčelovými proudovými  stroji kategorie VTOL/STOVL AV-8B Harrier II, které operují z paluby víceúčelové lodi s letovou palubou Juan Carlos I, což Španělsko řadí mezi několik málo států světa provozujících palubní letadla s pevným křídlem z letadlové lodi.

## Přehled letadel

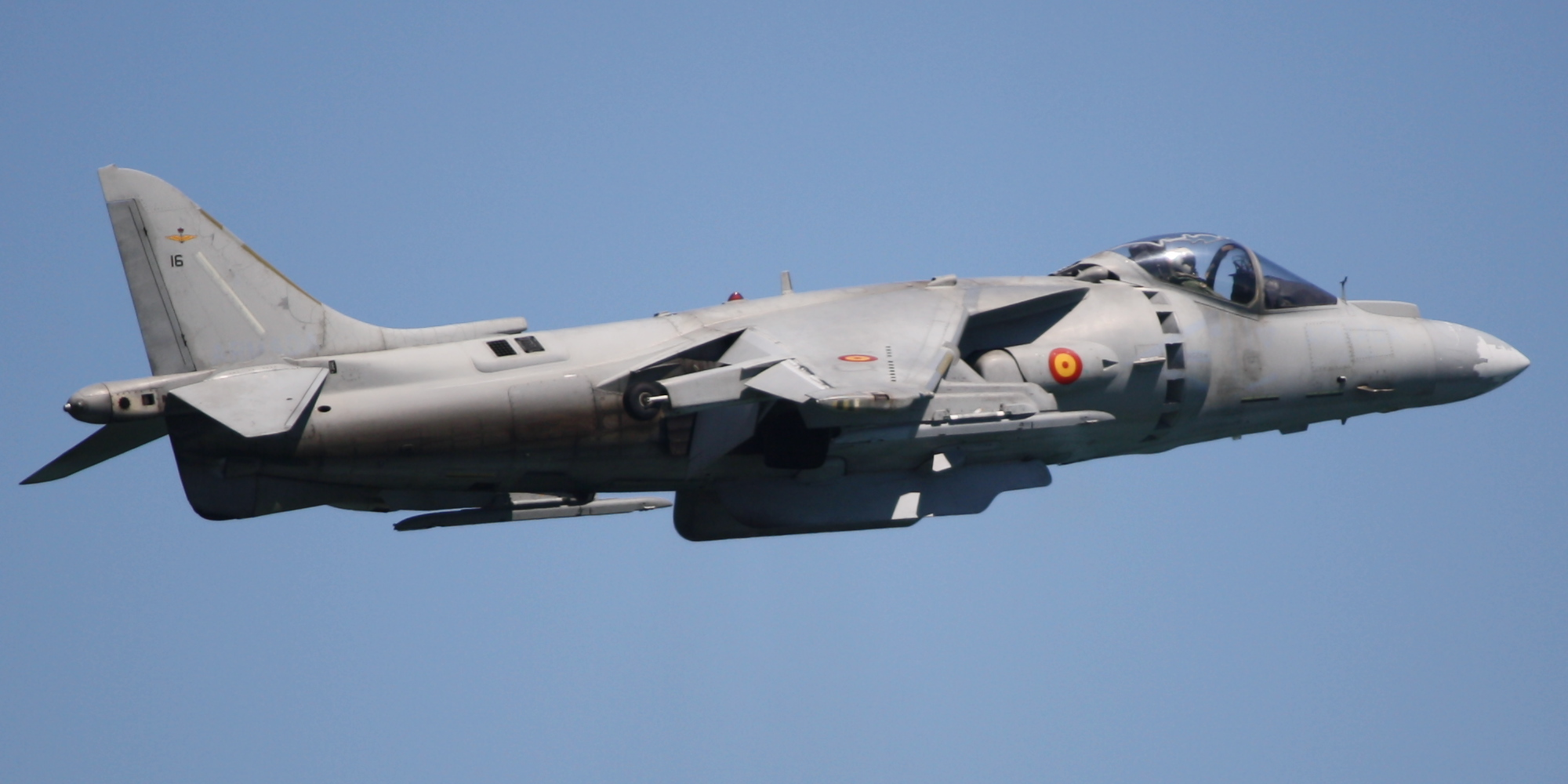
Španělský AV-8B Matador II v letu.

Tabulka obsahuje přehled letecké techniky Španělského námořnictva podle Flightglobal.com.
| Název                              | Původ          | Určení                                                | Verze                    | Ve službě      | Poznámky                                  |                |
| Bojové letouny                     | Bojové letouny | Bojové letouny                                        | Bojové letouny           | Bojové letouny | Bojové letouny                            | Bojové letouny |
| ---------------------------------- | -------------- | ----------------------------------------------------- | ------------------------ | -------------- | ----------------------------------------- | -------------- |
| McDonnell Douglas AV-8B Harrier II | USA            | palubní útočný letoun kategorie VTOLdvoumístný letoun | EAV-8B+ Matador IITAV-8B | 121            | Typ plní také roli stíhací ochrany floty. |                |
| Dopravní a transportní letouny     |                |                                                       |                          |                |                                           |                |
| Cessna Citation                    | USA            | lehký dopravní letoun/business jet                    | Citation II/VII          | 4              |                                           |                |
| Vrtulníky                          |                |                                                       |                          |                |                                           |                |
| Bell 212                           | USA/ Itálie    | protiponorkový a víceúčelový vrtulník                 | Agusta-Bell AB 212 ASW   | 7              |                                           |                |
| NHIndustries NH90                  | Evropská unie  | protiponorkový a víceúčelový vrtulník                 | NFH                      | 0              | Objednáno 7 kusů.                         |                |
| Sikorsky S-61                      | USA            | protiponorkový a víceúčelový vrtulník                 | Sikorsky SH-3 Sea King   | 7              |                                           |                |
| Sikorsky S-71                      | USA            | protiponorkový a víceúčelový vrtulník                 | SH-60B/F Seahawk         | 15             |                                           |                |
| Cvičná letadla                     |                |                                                       |                          |                |                                           |                |
| MD Helicopters MD 500              | USA            | cvičný vrtulník                                       | Hughes 369HM             | 5              |                                           |                |